# Moritz Moszkowski
Moritz Moszkowski (Breslau, Prusia, actualmente Breslavia, Polonia, 23 de agosto de 1854-París, 4 de marzo de 1925) fue un compositor, pianista, director de orquesta y profesor alemán de origen polaco.

## Biografía
Nació en Breslavia, Reino de Prusia (actualmente Wrocław, Polonia), en el seno de una familia judeo-polaca acomodada cuyos padres habían llegado a Breslavia desde Pilica, cerca de Zawiercie, en 1854. Era un judío ardiente en una época en la que muchos judíos restaban importancia a su judaísmo. Mostró un talento precoz desde muy pequeño, comenzando su formación musical en casa hasta 1865, cuando su familia se trasladó a Dresde. Allí continuó sus estudios de piano en el conservatorio. Se trasladó a Berlín en 1869 para continuar sus estudios primero en el Julius Stern donde estudió piano con Eduard Franck y composición con Friedrich Kiel, y después en la Neue Akademie der Tonkunst de Theodor Kullak, donde estudió composición con Richard Wüerst y orquestación con Heinrich Dorn. Allí entabló una estrecha amistad con los hermanos, Xaver y Philipp Scharwenka. En 1871 aceptó la oferta de Kullak de convertirse en profesor de su academia; como también era un violinista más que competente, a veces tocaba el primer violín en la orquesta de la academia. También compone un concierto para violín, op. 30.
En 1873, Moszkowski hizo su primera aparición con éxito como pianista, y pronto comenzó a realizar giras por las ciudades cercanas con el fin de adquirir experiencia y establecer su reputación. Dos años más tarde ya tocaba su concierto para piano a dos pianos con Franz Liszt en una matinée ante un público selecto invitado por el propio Liszt.
Conservando su puesto de profesor en el conservatorio de Berlín desde 1875,tuvo entre sus alumnos a Frank Damrosch, Joaquín Nin, Ernest Schelling, Joaquín Turina, Carl Lachmund, Bernhard Pollack, Ernst Jonas, Wilhelm Sachs, Helene von Schack, Albert Ulrich y Johanna Wenzel. Moszkowski viajó entonces con éxito por toda Europa con la reputación de ser un excepcional concertista de piano y un brillante compositor, habiendo obtenido también cierto reconocimiento como director de orquesta. Poco después, Moszkowski empieza a publicar sus primeras composiciones, entre las que se cuenta su primera colección de Danzas Españolas, op. 12, que gozan de excelente aceptación. 
En 1884, Moszkowski se casó con la hermana menor de la pianista y compositora Cécile Chaminade, Henriette Chaminade, con la que tuvo un hijo llamado Marcel y una hija llamada Sylvia. A mediados de la década de 1880, Moszkowski comenzó a sufrir un problema neurológico en el brazo y fue disminuyendo su actividad de recital en favor de la composición, la enseñanza y la dirección.
En 1887, fue invitado a Londres, donde tuvo la oportunidad de presentar muchas de sus piezas orquestales. Allí fue nombrado miembro honorario de la Royal Philharmonic Society. Tres años más tarde su esposa le abandonó por el poeta Ludwig Fulda y dos años después se dictó el divorcio.
En 1892 escribió la ópera en tres actos Boabdil, el último rey moro (Boabdil, ostatni król Maurów).
En 1897, famoso y adinerado, Moszkowski se trasladó a París, donde vivió en la rue Nouvelle con su hijo y su hija. En 1906, perdió a su hija Sylvia, de 17 años, mientras su hijo estaba enrolado en el ejército francés. En París, era solicitado con frecuencia como profesor, y siempre se mostró generoso a la hora de invertir su tiempo en aspirantes a músicos. Entre sus alumnos parisinos se encontraban Vlado Perlemuter, Thomas Beecham (que tomó clases particulares de orquestación con él por consejo de André Messager en 1904), Josef Hofmann (de quien afirmó en una ocasión que no había nada que nadie pudiera enseñarle), Wanda Landowska y, de manera informal, Gaby Casadesus.En verano alquiló una villa cerca de Montigny-sur-Loing propiedad del novelista y poeta francés Henri Murger.
En 1899, la Academia de Berlín le eligió miembro. Fue invitado en numerosas ocasiones por fabricantes de pianos a presentarse en Estados Unidos para mostrar sus pianos, pero a pesar de que le ofrecieron enormes honorarios, siempre se negó.
En 1908, a la edad de 54 años, Moszkowski ya se había convertido en un recluso al empezar a sufrir problemas de salud. Su popularidad empezó a desvanecerse y su carrera entró lentamente en declive. Dejó de recibir alumnos de composición porque «querían escribir como locos artísticos como Scriabin, Schoenberg, Debussy, Satie...».
Pasó sus últimos años en la pobreza, ya que había vendido todos sus derechos de autor e invertido todo su patrimonio en bonos y valores alemanes, polacos y rusos, que quedaron sin valor al estallar la guerra. Dos de sus antiguos alumnos, Josef Hofmann y Bernhard Pollack, acudieron en su ayuda. Gracias a la intervención de Pollack, que envió nuevos arreglos para piano de la ópera de Moszkowski Boabdil a la Peters Publishing House de Leipzig, consiguió 10.000 francos extra camuflados como derechos de autor, además de un regalo de 10.000 marcos y donaciones personales de 10.000 marcos de Hofmann y 5.000 marcos suyas. El 21 de diciembre de 1921, cuando estaba enfermo y muy endeudado, sus amigos y admiradores organizaron un gran concierto testimonial en su nombre en el Carnegie Hall, en el que participaron 15 pianos de cola en el escenario. Ossip Gabrilowitsch, Percy Grainger, Josef Lhévinne, Elly Ney, Wilhelm Backhaus y Harold Bauer fueron algunos de los intérpretes, y Frank Damrosch dirigió (Paderewski telegramó sus disculpas).  El concierto recaudó US$13.275 (el equivalente a 187.793 US$. 67 en mayo de 2017), con una parte transferida a la sucursal parisina del National City Bank of New York con el fin de proporcionarle un alivio inmediato a sus problemas financieros, y una renta vitalicia adquirida en la Metropolitan Life Insurance Company, por la que recibiría 1.250 dólares anuales durante el resto de su vida.
Sin embargo, la enfermedad de Moszkowski se prolongó y murió de cáncer de estómago el 3 de marzo de 1925, antes de que los fondos pudieran llegarle. El dinero recaudado se destinó a pagar sus gastos funerarios y a su esposa e hijo.

## Obras
A pesar del equilibrio y la brillante limpidez de su interpretación y de su maravillosa técnica, que despertaron el entusiasmo de admiradores de toda Europa, su música también ha sido descrita como «desprovista de lo masculino y lo femenino». Fue un maestro en su repertorio pianístico, pero fue en sus propias composiciones donde fue más admirado.  Su música se convirtió rápidamente en una sensación, pero también tuvo un éxito legítimo en grandes obras para el escenario y la sala de conciertos.
Moszkowski fue bastante prolífico, componiendo más de doscientas piezas para piano de pequeño formato, que le proporcionaron mucha popularidad - en particular su conjunto de Danzas españolas Op. 12, para dúo de pianos (más tarde arreglada para piano solo, y para orquesta por Phillip Scharwenka).
Su temprana Serenata, Op. 15, fue mundialmente famosa y apareció en muchas formas, incluyendo la canción Liebe, kleine Nachtigall. En la actualidad, es probablemente más conocido por sus quince Études de Virtuosité, Op. 72, que han sido interpretadas por pianistas virtuosos como Vladimir Horowitz y Marc-André Hamelin. Ilana Vered realizó la primera grabación completa en 1970. Muchas de sus pequeñas pero brillantes piezas para piano, como Étincelles (Chispas), se utilizan como bis al final de los conciertos de música clásica.

## Obras más conocidas
- 15 estudios de virtuosismo (op.72)
- Concierto para piano n.° 2 en mi mayor (op. 59)